# Simning vid världsmästerskapen i simsport 2022 – Herrarnas 800 meter frisim
Herrarnas 800 meter frisim vid världsmästerskapen i simsport 2022 avgjordes mellan den 20 och 21 juni 2022 i Donau Arena i Budapest i Ungern.
Amerikanska Robert Finke tog guld efter ett lopp på 7.39,36, vilket blev ett nytt världsdelsrekord. Silvret togs av tyska Florian Wellbrock och bronset togs av ukrainska Mychajlo Romantjuk.

## Rekord
Inför tävlingens start fanns följande världs- och mästerskapsrekord:
|                   | Namn      | Nation | Tid     | Ort          | Datum        |
| ----------------- | --------- | ------ | ------- | ------------ | ------------ |
| Världsrekord      | Zhang Lin | Kina   | 7.32,12 | Rom, Italien | 26 juli 2009 |
| Mästerskapsrekord | Zhang Lin | Kina   | 7.32,12 | Rom, Italien | 26 juli 2009 |

## Resultat

### Försöksheat
Försöksheaten startade den 20 juni klockan 09:57.
| Placering | Heat | Bana | Namn                        | Nationalitet   | Tid           | Noteringar    |
| --------- | ---- | ---- | --------------------------- | -------------- | ------------- | ------------- |
| 1         | 3    | 4    | Mychajlo Romantjuk          | Ukraina        | 7.44,75       | 0Q0           |
| 2         | 3    | 5    | Florian Wellbrock           | Tyskland       | 7.44,80       | 0Q0           |
| 3         | 3    | 6    | Gabriele Detti              | Italien        | 7.46,08       | 0Q0           |
| 4         | 4    | 4    | Gregorio Paltrinieri        | Italien        | 7.46,24       | 0Q0           |
| 5         | 3    | 1    | Daniel Wiffen               | Irland         | 7.46,32       | 0Q0, 0NR0     |
| 6         | 4    | 3    | Robert Finke                | USA            | 7.46,36       | 0Q0           |
| 7         | 4    | 2    | Guilherme Costa             | Brasilien      | 7.46,90       | 0Q0           |
| 8         | 4    | 8    | Damien Joly                 | Frankrike      | 7.47,46       | 0Q0           |
| 9         | 4    | 7    | Samuel Short                | Australien     | 7.48,28       |               |
| 10        | 4    | 1    | Daniel Jervis               | Storbritannien | 7.50,55       |               |
| 11        | 3    | 2    | Henrik Christiansen         | Norge          | 7.50,98       |               |
| 12        | 3    | 7    | Charlie Clark               | USA            | 7.51,59       |               |
| 13        | 4    | 0    | Marwan Elkamash             | Egypten        | 7.52,08       |               |
| 14        | 2    | 3    | Kim Woo-min                 | Sydkorea       | 7.53,27       |               |
| 15        | 4    | 5    | Lukas Märtens               | Tyskland       | 7.55,21       |               |
| 16        | 4    | 9    | Dimitrios Markos            | Grekland       | 8.00,08       |               |
| 17        | 3    | 9    | Bar Soloveychik             | Israel         | 8.04,14       |               |
| 18        | 3    | 8    | Zhang Ziyang                | Kina           | 8.04,18       |               |
| 19        | 2    | 5    | Carlos Garach               | Spanien        | 8.05,52       |               |
| 20        | 2    | 6    | Juan Manuel Morales         | Colombia       | 8.05,61       |               |
| 21        | 2    | 4    | Ákos Kalmár                 | Ungern         | 8.06,67       |               |
| 22        | 3    | 0    | José Paulo Lopes            | Portugal       | 8.14,40       |               |
| 23        | 2    | 2    | Kushagra Rawat              | Indien         | 8.15,96       |               |
| 24        | 1    | 5    | Rafael Ponce de León        | Peru           | 8.17,49       |               |
| 25        | 2    | 1    | Nguyễn Hữu Kim Sơn          | Vietnam        | 8.24,02       |               |
| 26        | 2    | 0    | Rodolfo Falcón              | Kuba           | 8.24,45       |               |
| 27        | 1    | 4    | Loris Bianchi               | San Marino     | 8.27,93       |               |
| 28        | 2    | 7    | Cheuk Ming Ho               | Hongkong       | 8.32,67       |               |
| 29        | 2    | 8    | Ratthawit Thammananthachote | Thailand       | 8.35,86       |               |
| 30        | 1    | 3    | Muhammad Siddiqui           | Pakistan       | 8.57,59       |               |
| 31        | 3    | 3    | Elijah Winnington           | Australien     | Startade inte | Startade inte |
| 31        | 4    | 6    | Felix Auböck                | Österrike      | Startade inte | Startade inte |

### Final
Finalen startade den 21 juni klockan 18:02.
| Placering | Bana | Namn                 | Nationalitet | Tid     | Noteringar |
| --------- | ---- | -------------------- | ------------ | ------- | ---------- |
| 1         | 7    | Robert Finke         | USA          | 7.39,36 | 0AR0       |
| 2         | 5    | Florian Wellbrock    | Tyskland     | 7.39,63 | 0NR0       |
| 3         | 4    | Mychajlo Romantjuk   | Ukraina      | 7.40,05 | 0NR0       |
| 4         | 6    | Gregorio Paltrinieri | Italien      | 7.41,19 |            |
| 5         | 1    | Guilherme Costa      | Brasilien    | 7.45,48 | 0AR0       |
| 6         | 3    | Gabriele Detti       | Italien      | 7.47,75 |            |
| 7         | 8    | Damien Joly          | Frankrike    | 7.48,10 |            |
| 8         | 2    | Daniel Wiffen        | Irland       | 7.50,63 |            |